# Heroic Age
Heroic Age (jap. ヒロイック・エイジ, Hiroikku Eiji) ist eine Anime-Fernsehserie aus dem Jahr 2007. Produziert wurde die Serie vom Animationsstudio XEBEC.

## Handlung

### Vorgeschichte
Die Mitglieder des goldenen Stammes, einer hochentwickelten Spezies, welche Planeten erschaffen und die Zukunft sehen konnten, rufen die anderen, weniger fortgeschrittenen Stämme, auf, zu den Sternen aufzubrechen. Ihr Ruf wird erhört vom silbernen Stamm, dem bronzenen Stamm und dem heroischen Stamm. Schließlich, kurz bevor der goldene Stamm unser Universum verlässt, antwortet auch die Menschheit, der eiserne Stamm, auf ihren Ruf.
Die Nachfolge des goldenen Stammes tritt der silberne Stamm an, der mit Hilfe des bronzenen Stammes den eisernen Stamm bekämpft und ihn von seiner Heimat Erde vertreibt. Doch der goldene Stamm zog ein Waisenkind des eisernen Stammes auf und machte es zum Nodos, einem Träger eines mächtigen Kriegers des heroischen Stammes.

### Hauptgeschichte
Deianeira, Prinzessin der königlichen Familie der Yunos sucht mit dem Expeditionsschiff Argonaut nach einem Retter des eisernen Stamms. Auf dem schwer zerstörten Planeten Oron trifft sie auf ein Waisenkind, dessen Ziehväter der goldene Stamm zu sein scheint.

## Produktion und Veröffentlichung
Die Animeserie wurde 2007 vom Studio Xebec unter der Regie von Takashi Noto nach einem Entwurf von Tow Ubukata produziert. Das Charakterdesign entwarf Hisashi Hirai und die künstlerische Leitung übernahm Toshihiro Kohama. Die Serie wurde vom 1. April bis zum 30. September 2007 durch TV Tokyo erstmals in Japan ausgestrahlt. Später folgten Ausstrahlungen durch die Sender AT-X, TV Aichi, TV Hokkaido, TV Ōsaka, TV Setouchi und TVQ Kyushu.
Der Anime wird auf Englisch von FUNimation Entertainment vertrieben.

### Synchronisation
| Rolle     | japanischer Sprecher (Seiyū) |
| --------- | ---------------------------- |
| Age       | Hiroshi Yazaki               |
| Deianeira | Yui Ishikawa                 |
| Iolaus    | Takashi Kondō                |
| Aneesha   | Kaori Shimizu                |
| Mobeedo   | Takashi Matsuyama            |
| Tail      | Yukari Tamura                |
| Mail      | Rie Kugimiya                 |
| Atlantis  | Hiroyuki Yoshino             |

### Musik
Die Musik der Serie schuf Sato Naoki. Das Vorspannlied ist gravitation von angela. Für den Abspann verwendete man Azurite von Tae Urakabe. Am Ende der 15. Folge ist dem Abspann Azurite ~ for luster star Deianera von Yui Ishikawa unterlegt, dem der 26. Folge Azurite ~True grace~ von Tae Urakabe.

## Manga
Seit Juli 2007 erscheint ein Manga zu Heroic Age von Kugeko Warabino im Magazine Z von Kodansha. Bisher erschien auch ein Tankōbon mit den ersten Kapiteln.